# 土岐康貞
土岐 康貞（とき やすさだ）は、鎌倉時代後期から室町時代の守護大名。久々利氏の祖。兄に土岐頼康がいる。

## 生涯
南北朝時代に久々利城を築城した。観応3年/正平7年（1352年）3月、荒坂山にて和田正武に討ち取られた。

## 画像集

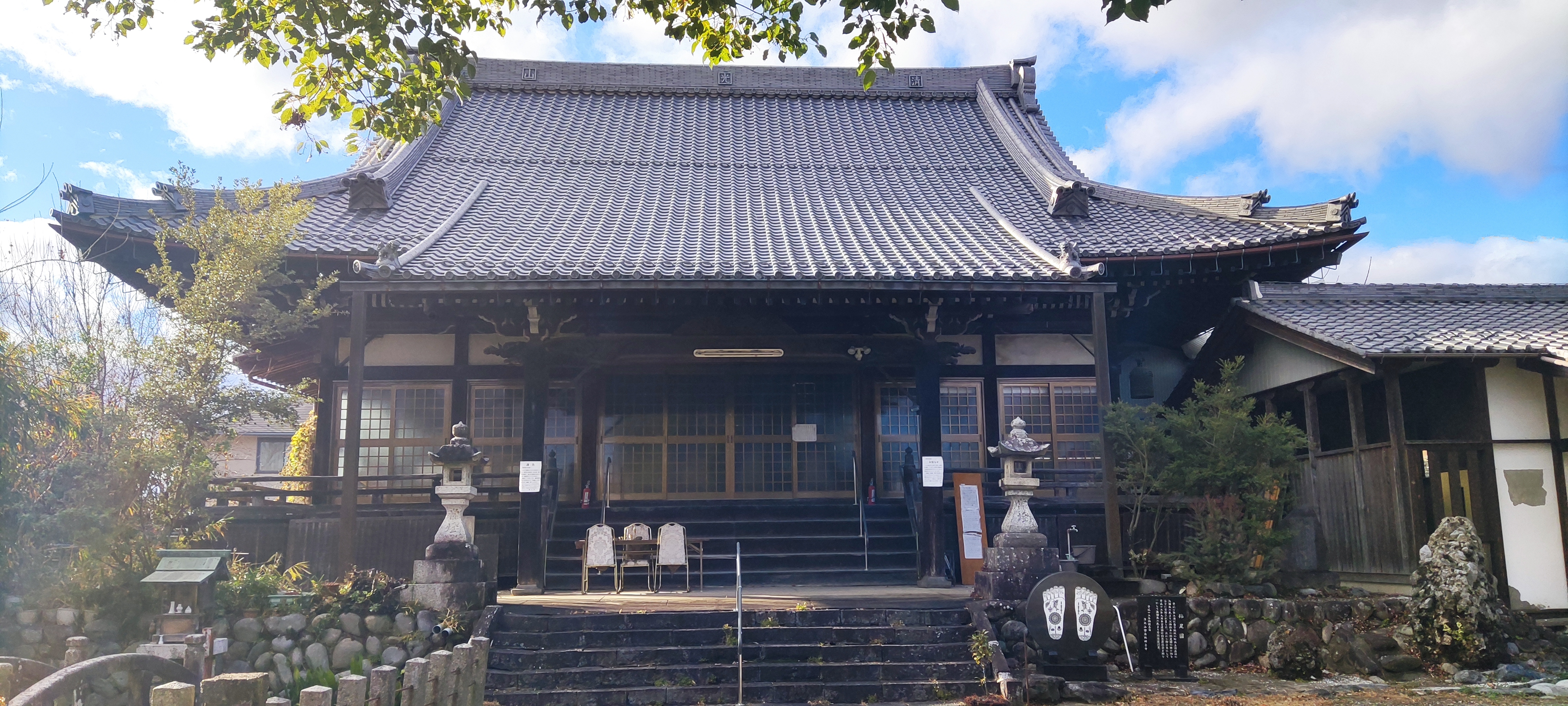
明台寺（大垣市）（土岐悪五郎墓所は敷地内）
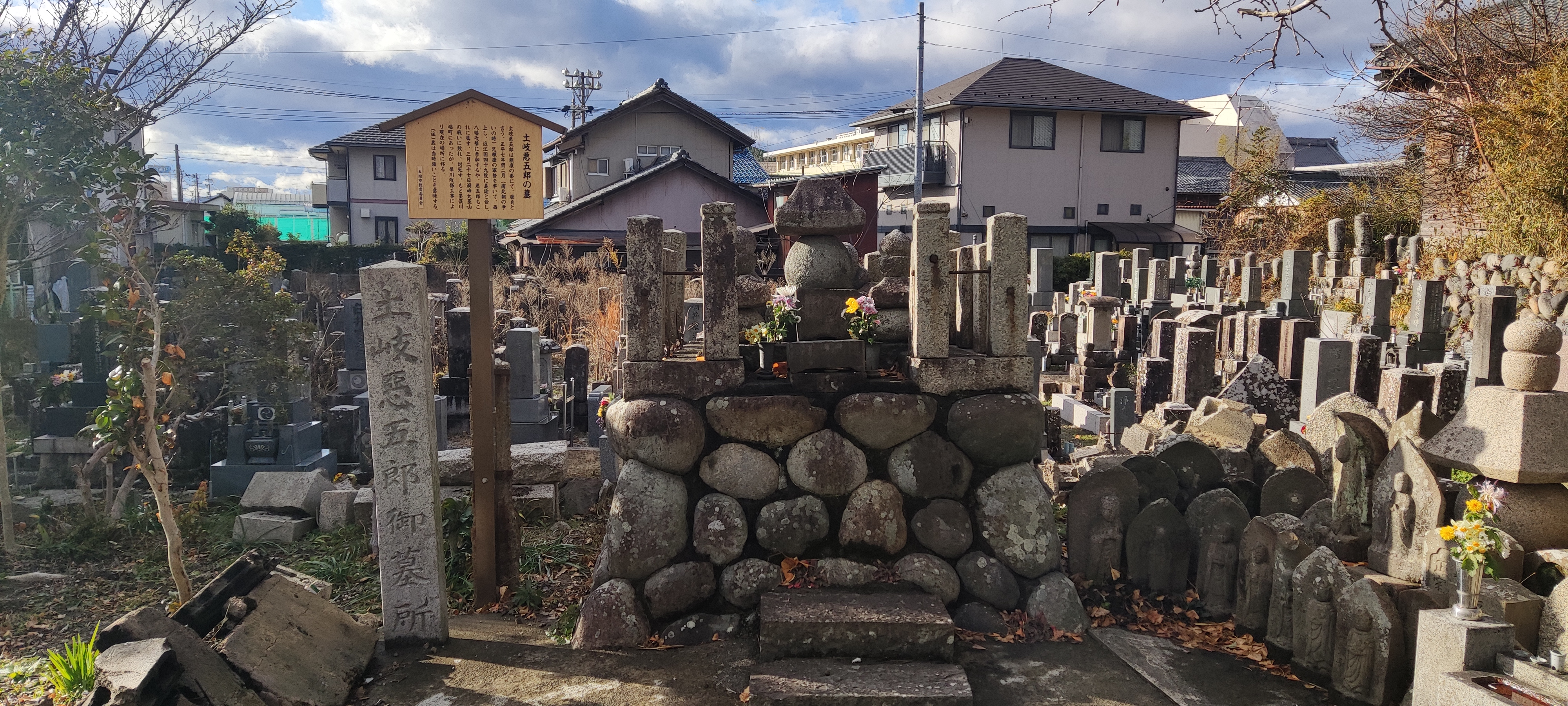
土岐惡五郎御墓所（大垣市）（岐阜県大垣市墨俣町226）